# Eugen von Schobert
Eugen Siegfried Erich Ritter von Schobert (Würzburg, 13 marzo 1883 – Mykolaïv, 12 settembre 1941) è stato un generale tedesco.

## Biografia
Nato nell'allora Regno di Baviera, suo padre era il maggiore Karl Schobert, mentre la madre era Anna Michael Nel luglio 1902 entrò come cadetto nell'Esercito Reale Bavarese dove prestò servizio al fronte durante la prima guerra mondiale in qualità di ufficiale, guadagnandosi la medaglia dell'Ordine militare di Massimiliano Giuseppe. A seguito dell'Armistizio di Compiègne che pose fine alle ostilità fu ricoverato presso l'ospedale di Aschau im Chiemgau a seguito di una grave ferita ricevuta in battaglia. Dopo aver aderito inizialmente al Freikorp voluto e costituito da Franz Ritter von Epp, una formazione paramilitare di destra composta per la maggior parte da veterani del conflitto, partecipò alla destituzione della Repubblica dei consigli Bavarese nel luglio 1919. Tra il marzo e l'aprile del 1920 von Schobert partecipò alla soppressione delle manifestazioni di scioperanti note come rivolta della Ruhr. Nel 1921 si sposò con Alice Rieder-Gollwitzer, con la quale ebbe tre figli, due maschi e una femmina.
In quello stesso anno fu tra i circa 4.000 ufficiali a cui fu permesso di entrare a far parte del ricostituito esercito tedesco, il Reichswehr. E dal 1º gennaio 1921 fu assegnato al 1º Reggimento di fanteria di stanza a Lindau. Anche nel suo nuovo acquartieramento von Schobert non smentì la sua tendenza nazionalistica aderendo alla costituzione del corpo paramilitare segreto noto con il nome di Schwarzen Reichswer sorto all'interno dell'esercito regolare.
Dopo aver salutato con il proprio consenso personale il Putsch di Monaco di Hitler nel 1923, von Schobert si recò a Monaco di Baviera per manifestare formalmente il proprio appoggio con parte del suo reggimento. La sua adesione al nascente movimento nazionalsocialista giovò enormemente alla sua carriera militare, e il 22 febbraio 1924 venne promosso al grado di maggiore, mentre ad ottobre di quello stesso anno comandante del XIX Reggimento di fanteria di stanza a Kempten.
Nel settembre 1939 Schobert comandò il VII Corpo d'armata posizionato come riserva per il Gruppo Armate Sud, durante l'invasione tedesca della Polonia.